# Ninuaja
Ninuaja, Ninuaju (Ninuāja, Ninuāju, w transliteracji z pisma klinowego zapisywane mni-nu-a-ia) – wysoki dostojnik (funkcja nieznana) za rządów asyryjskiego króla Adad-nirari II (911-891 p.n.e.), wzmiankowany w jednej z inskrypcji królewskich tego władcy. Zgodnie z asyryjskimi listami kronikami eponimów pełnił on w 899 r. p.n.e. urząd limmu (eponima). Za jego eponimatu Adad-nirari II poprowadzić miał trzecią wyprawę wojenną do kraju Hanigalbat, w trakcie której zdobył miasto Huzirina.